# Fabio Maravalle
Fabio Maravalle (Roma, 10 dicembre 1935 – Orvieto, 16 gennaio 2011) è stato un politico italiano.

## Biografia
Insegnante ed esponente umbro del Partito Socialista Italiano, di cui è segretario della Federazione di Orvieto dal 1975 al 1976. 
Alle elezioni politiche del 1976 viene eletto al Senato, confermando il seggio a Palazzo Madama anche dopo le elezioni del 1979 e del 1983. Nel frattempo è anche sindaco di Ficulle dal 1975 al 1985.
Ricopre il ruolo di Sottosegretario di Stato all'Agricoltura e Foreste nel Governo Fanfani V (dal dicembre 1982 all'agosto 1983) e poi di Sottosegretario all'Istruzione nel Governo Craxi I (dall'agosto 1983 al giugno 1986).